# Communailles-en-Montagne
Communailles-en-Montagne foi uma comuna francesa na região administrativa de Borgonha-Franco-Condado, no departamento de Jura. Estendia-se por uma área de 4,01 km². Em 2010 a comuna tinha 44 habitantes (densidade: 11 hab./km²).
Em 1 de janeiro de 2016, passou a formar parte da nova comuna de Mignovillard.